# The DEFinition
Albums de LL Cool J
10
(2002) Todd Smith
(2006)
Singles
1. Headsprung
Sortie : 7 juin 2004
2. Hush
Sortie : 15 février 2005

The DEFinition est le dixième album studio de LL Cool J, sorti le 31 août 2004.
L'album s'est classé 3e au Top R&B/Hip-Hop Albums et 4e au Billboard 200 et a été certifié disque d'or par la Recording Industry Association of America (RIAA) le 5 octobre 2004.

## Liste des titres
| No  | Titre                                                     | Contient un (des) sample(s) de                                                        | Durée |
| --- | --------------------------------------------------------- | ------------------------------------------------------------------------------------- | ----- |
| 1.  | Headsprung (featuring Timbaland)                          |                                                                                       | 4:27  |
| 2.  | Rub My Back (featuring Timbaland)                         |                                                                                       | 4:43  |
| 3.  | I'm About to Get Her (featuring R. Kelly)                 |                                                                                       | 4:21  |
| 4.  | Move Somethin'                                            |                                                                                       | 3:39  |
| 5.  | Hush (featuring 7 Aurelius, Paul Bushnell et Paul Graham) |                                                                                       | 3:34  |
| 6.  | Every Sip (featuring Candice Nelson)                      |                                                                                       | 4:32  |
| 7.  | Shake It Baby                                             |                                                                                       | 3:48  |
| 8.  | Can't Explain It (featuring Candice Nelson)               |                                                                                       | 4:12  |
| 9.  | Feel the Beat (featuring Timbaland)                       | Hihache du Lafayette Afro Rock Band Love Rap de Spoonie Gee and The Treacherous Three | 4:17  |
| 10. | Apple Cobbler (featuring Timbaland)                       |                                                                                       | 3:39  |
| 11. | 1 in the Morning                                          |                                                                                       | 3:42  |